# Kakapo
Kakapo (iz maorske besede kākāpō, dobesedno »nočna papiga«, znanstveno ime Strigops habroptilus) ali sovji papagaj je neleteča in nočno aktivna vrsta papige, ki živi samo na Novi Zelandiji.
Ima pegasto rumenkasto-zeleno operjenost, značilen obroč vibrisam podobnih peres na obrazu, razmeroma velik siv kljun, kratke noge z velikimi stopali in kratke peruti ter rep. Po številnih lastnostih je ta vrsta posebnost med papagaji – med drugim je edini neleteči papagaj, doseže največjo telesno težo, samec in samica se občutno razlikujeta po velikosti, samci ne skrbijo za potomstvo in skupinsko dvorijo v lekih. Je tudi verjetno ena najdlje živečih ptic na svetu. Njegove telesne značilnosti so tipične za otoške ptiče, ki so se dlje časa razvijali ob zmanjšanem pritisku plenilcev in zanesljivih virih hrane: je robusten, z reduciranimi letalnimi mišicami in zmanjšanim gredljem prsnice.
Kakapo je zgodovinsko pomemben za Maore, ki so ga lovili za meso in perje, iz katerega so izdelovali oblačila; posledično je vpleten v njihovo folkloro. Zdaj je skrajno ogrožen, predvsem zaradi kolonizacije Polinezijcev in Evropejcev, s katerimi so na Novo Zelandijo prišli mačke, podgane, podlasice in dihurji, ki so kakape skoraj iztrebili. Po nekaterih neuspešnih poskusih varovanja so vse preostale ptiče preselili na nekaj osamljenih otočkov ob obali Nove Zelandije, kjer jih intenzivno spremljajo. Spomladi 2023 je celotno znano populacijo sestavljalo 248 kakapov.